# محمد زريدة
محمد زريدة (مواليد 1 فبراير 1999) هو لاعب كرة قدم مغربي محترف. يشغل مركز وسط ميدان بنادي الرجاء الرياضي.

## مسيرته الكروية
مارس زريدة في بداياته رفقة فريق الأهرام ثم بعد ذلك التحق بمركز تكوين فريق الرجاء. ولعب لفريق أقل من 19 سنة، ثم لعب لأقل من 23 سنة منذ موسم 17/2018. ثم بعد ذلك موسم 19/2020 إلتحق بالفريق الأول في فترة باتريس كارتيرون رفقة بعض اللاعبين المتألقين كعبد الإله مذكور، زكرياء الهبطي، زكرياء درويش وبعض اللاعبين الآخرين.
استغل محمد عدم انتداب الفريق لاعبين خلال بداية الموسم وخلو اللائحة الأفريقية للرجاء وكذا اعتماد الإدارة التقنية على لاعبي مركز التكوين، حيث تألق وسطع نجمه في المباريات التي شارك فيها رفقة النادي في دوري أبطال أفريقيا. وخصوصا دور دور الثمانية ضد فريق مازيمبي الكونغولي دهابا وإيابا.
بنهاية الموسم، وللحفاظ على اللاعب، جدد الفريق عقد اللاعب لخمس سنوات حتى موسم 2025.

## إحصائيات

### موسم 19-2020[3][4]
| الفريق              | البطولة                  | مباراة | الدقائق | هدف | بطاقة صفراء | بطاقة حمراء |
| ------------------- | ------------------------ | ------ | ------- | --- | ----------- | ----------- |
| نادي الرجاء الرياضي | البطولة الوطنية المغربية | 20     | 1412    | 0   | 1           | 0           |
| نادي الرجاء الرياضي | دوري أبطال أفريقيا       | 3      | 278     | 0   | 1           | 0           |

### موسم 20-2021[3][4]
| الفريق              | البطولة                     | مباراة | الدقائق | هدف | بطاقة صفراء | بطاقة حمراء |
| ------------------- | --------------------------- | ------ | ------- | --- | ----------- | ----------- |
| نادي الرجاء الرياضي | البطولة الوطنية المغربية    | 8      | 467     | 0   | 1           | 0           |
| نادي الرجاء الرياضي | كأس الكونفيدرالية الأفريقية | 9      | 511     | 0   | 1           | 0           |

## الإنجازات
الرجاء الرياضي
- البطولة الوطنية المغربية : 2020[5]
- كأس العرب للأندية الأبطال : 2020[6]
- كأس الكونفيدرالية الأفريقية : 2021
- البطولة الوطنية المغربية :2024
- كأس العرش 2023

### الألقاب الفردية
- لاعب الشهر في نادي الرجاء الرياضي : فبراير 2020.[7]
- هدف الشهر في نادي الرجاء الرياضي : فبراير 2022.